# Liste des domaines de forêts d'État des Pays-Bas
Cet article présente la liste des domaines de forêts d'État des Pays-Bas.

## Brabant-Septentrional
- Chaamse bossen
- Boswachterij Dorst
- Biezen en Milschot
- Kelsdonk
- Boswachterij De Kempen
- Leenderbos, Groote Heide & De Plateaux
- Liesbos
- De Malpiebeemden
- Mastbos
- Parc national De Biesbosch (en partie en Hollande)
- Parc national De Groote Peel
- Landgoed De Pan
- De Prangen
- Sint Anthonisbos
- Sonse Bossen
- Strabrechtse Heide
- Strijbeekse Heide
- Ulvenhoutse Bos
- Vresselse Bos
- Westelijke Langstraat

## Drenthe
- Bargerveen (Meerstalblok, Amsterdamsche Veld et Schoonebeekerveld)
- Boswachterij Emmen
- Boswachterij Exloo
- Boswachterij Gees
- Boswachterij Gieten-Borger
- Boswachterij Grolloo
- Boswachterij Hooghalen
- Boswachterij Odoorn
- Boswachterij Ruinen
- Boswachterij Schoonloo
- Boswachterij Sleenerzand
- Hoekenbrink
- Mensinge
- Meindersveen
- Parc national du Drentsche Aa
- Parc national Drents-Friese Wold (en partie en Frise)
- Parc national Dwingelderveld (boswachterij Dwingeloo) et Kraloër heide
- Noorsche Veld
- Orvelte

## Flevoland
- Almeerderhout
- Boswachterij Reve-Abbert
- Boswachterij Spijk-Bremerberg
- Horsterwold
- Kuinderbos
- Oostvaardersplassen

## Frise
- Ameland
- Bakkeveen
- Blauwe Bos
- De Deelen
- Gaasterland
- Geeuwpolder
- De Houtwiel
- Landgoed Oranjewoud
- Landgoed Stania State
- Parc national Drents-Friese Wold
- Parc national Lauwersmeer (en partie en Groningue)
- Rottige Meente
- Sneekermeer
- Terschelling
- Tiesingabosje
- Vlieland
- Witte en Zwarte Brekken en Oudhof

## Groningue
- Bos op Houwingaham
- Hoeksmeer
- Hoetmansmeer (nl)
- Hogeland
- Parc national Lauwersmeer (en partie en Frise)
- Rottumeroog
- Westerkwartier
- Westerwolde
- Ter Wupping

## Gueldre
- Bommelerwaard
- Boswachterij Nunspeet
- Boswachterij Kootwijk
- Boswachterij Ruurlo
- Boswachterij Speulderbos
- Boswachterij Ugchelen-Hoenderloo
- Gelderse Poort
- Landgoed Slangenburg
- Oostereng

## Hollande-Méridionale
- Bentwoud
- Grevelingen (en partie en Zélande)
- Haagse Bos
- Hollands Duin
- Lakerpolder
- Kogjespolder
- Parc national De Biesbosch (en partie en Brabant-Septentrional)

## Hollande-Septentrionale
- Landgoed Elswout
- Parc national Duinen van Texel
- Waterland
- Schoorlse Duinen
- Zaanstreek

## Limbourg
- Bunderbos
- Gerendal
- Mariapeel (en partie dans le Brabant-Septentrional)
- Leudal
- Parc national De Groote Peel (en partie dans le Brabant-Septentrional)
- Parc national De Maasduinen
- Parc national De Meinweg
- Ravensbos
- Savelsbos
- Vijlenerbos

## Overijssel
- Boswachterij Staphorst
- De Borkeld
- Duursche Waarden
- Engbertsdijksvenen
- Parc national Sallandse Heuvelrug
- Parc national De Weerribben
- Springendal
- Vechtdal

## Utrecht
- Boswachterij Austerlitz
- Boswachterij De Vuursche
- Parc national Utrechtse Heuvelrug
- Nieuwe Hollandse Waterlinie
- Fort bij Rijnauwen
- Noorderpark
- Bos Nieuw Wulven
- Vechtstreek

## Zélande
- Grevelingen (en partie en Hollande)
- Noord-Beveland
- Schouwen
- Tholen
- Veerse Meer
- Walcheren
- Zuid-Beveland